# A Night in East Berlin
A Night in East Berlin ist ein Jazzalbum von Sun Ra and His Cosmo Discipline Arkestra. Die am 28. Juni 1986 in Ost-Berlin entstandenen Aufnahmen erschienen im selben Jahr als Audiokassette bei El Saturn Records, auf LP 1987 beim britischen Label Leo Records, das im selben Jahr eine erweiterte Version auf Compact Disc veröffentlichte. 1995 erschien das Ostberliner Material mit einer am 30. Januar 1988 entstandenen Aufnahme als CD bei Leo Records unter dem neuen Titel A Night in East Berlin/My Brothers the Wind & Sun N. 9.

## Hintergrund
Das Material für die LP entstand bei einem Auftritt des Arkestra im Ostberliner Friedrichstadtpalast und erschien 1986 zunächst auf Audiokassette bei El Saturn Records, ohne Titelangaben, im folgenden Jahr in Großbritannien bei Leo Records als Langspielplatte. Gekoppelt mit dem langen Stück „My Brothers the Wind and Sun N. 9“, ein Mitschnitt von einem Auftritt des Arkestra (wahrscheinlich 1988 in der New Yorker Knitting Factory aufgenommen), wurde das Album 1995 als Compact Disc veröffentlicht.
Abweichend von den Angaben auf dem Album wird in der diskographischen Literatur davon ausgegangen, dass bei dem Konzert in Ost-Berlin Marvin „Boogaloo“ Smith am Schlagzeug war und nicht dessen Bruder Buster. Bei dem 1995 ergänzten Stück könnten Luqman Ali und Pharoah Abdullah Schlagzeug bzw. Perkussion gespielt haben. Informationen zu den Leo-Veröffentlichungen steuerten Bert Noglik und Robert Campbell bei.
Das Album enthält die für jene Phase typische Mischung eines Konzerts des Sun Ra Arkestra, schrieb Stephen Cook, nämlich aus „frenetischen Ensemble-Erkundungen, Afro-Percussion-Nummern und Balladenstandards [hier in Form von Duke Ellingtons ‚Prelude to a Kiss‘]“, zusätzlich zu dem, was im Sun Ra-Katalog als Standards gilt, nämlich das lebhafte „Space Is the Place/We Travel the Spaceways“ und „Rocket Number Nine.“ Das Eröffnungs-Klaviersolo von „Beyond the Wilderness“ wurden aus den Leo-Ausgaben des Materials herausgenommen.

## Titelliste
- Sun Ra: A Night in East Berlin/My Brothers the Wind and the Sun (Leo LE 149)[9]

1. Mystic Prophecy 10:11
2. Beyond the Wilderness of Shadows 2:22
3. Prelude to a Kiss (Duke Ellington) 2:58
4. Space Is the Place/We Travel the Spaceways 3:28
5. Interstellar Low Ways 8:24
6. The Shadow World 9:04
7. Rocket Number Nine 1:44
8. My Brothers the Wind and Sun N.9 20:49

Wenn nicht anders vermerkt, stammen die Kompositionen von Sun Ra.

## Rezeption
Nach Ansicht von Richard Cook und Brian Morton, die das Album in The Penguin Guide to Jazz mit dreieinhalb Sternen auszeichneten, gebe es trotz der technischen Defizite keinen Irrtum über die Qualität oder die Anmut dieser Musik. Höhepunkte in „Mystic Prophecy“ seien die Beiträge von Marshall Allen und John Gilmore; letzter glänze auch zusammen mit dem Bandleader als Vokalist der Gruppe, was wohl der Abwesenheit der Sängerin June Tyson bei dieser Tour geschuldet ist. „My Brothers the Wind and Sun N. 9“ stamme von einer ausgezeichneten Band, heftig und treibend im Windschatten von Sun Ras Synthesizer und zusätzlichen Beiträgen des Geigers Billy Bang im Ensemblespiel und Solos. Höhepunkt des Albums sei das quasi atonale „The Shadow World“, mit einer auch für Arkestra-Verhältnisse unerwarteten Konzeption.
Stephen Cook verlieh dem Album in Allmusic drei Sterne und schrieb, trotz einer etwas unterdurchschnittlichen Abmischung dürfte dieser Livemitschnitt Sun Ras von den Fans des kosmischen Bandleaders genossen werden. Im Gegensatz zu den relativ geradlinigen Gesangsstücken stehen die weitläufigen, aufflammenden Instrumentalnummern „Mystic Prophecy“ und „Shadow World“ mit ausladenden Synthesizer-Soli von Ra und glühender Altsaxophonarbeit von Marshall Allen. Das Feuerwerk auszubalancieren gelinge mit einer doppelten Hommage an Duke Ellington: eine reizende Interpretation von „Prelude to a Kiss“ und die Neukonfiguration des beliebten Ellington-Konzertstücks „Tenderly“ (als „Interstellar Spaceways“). In letzterem würden die unglaublichen Talente des langjährigen Ra-Bandmitglieds und Tenorsaxophonisten John Gilmore hervorgehoben. Den Abschluss bilde die langatmige Suite „My Brothers the Wind and Sun No. 9“. Dies sei ein unterhaltsamer und gleichzeitig provokativer Sun Ra-Titel, aber wahrscheinlich nicht am besten geeignet für diejenigen, die nicht mit seiner Musik vertraut sind.